# 馮韺
馮韺（1430年—？），字惟和，江西饒州府浮梁縣人，民籍，明朝政治人物。進士出身。

## 生平
江西鄉試第一百四十七名。景泰五年（1454年）甲戌科會試第二百八十三名，殿試登進士第三甲第七十名。

## 家族
曾祖馮夫志。祖父馮漁，贈監察御史。父亲馮誠，曾任湖廣按察使。